# SESAMm
 (mars 2021).
La mise en forme du texte ne suit pas les recommandations de Wikipédia : il faut le « wikifier ».
Les points d'amélioration suivants sont les cas les plus fréquents. Le détail des points à revoir est peut-être précisé sur la page de discussion.
- Les titres sont pré-formatés par le logiciel. Ils ne sont ni en capitales, ni en gras.
- Le texte ne doit pas être écrit en capitales (les noms de famille non plus), ni en gras, ni en italique, ni en « petit »…
- Le gras n'est utilisé que pour surligner le titre de l'article dans l'introduction, une seule fois.
- L'italique est rarement utilisé : mots en langue étrangère, titres d'œuvres, noms de bateaux, etc.
- Les citations ne sont pas en italique mais en corps de texte normal. Elles sont entourées par des guillemets français : « et ».
- Les listes à puces sont à éviter, des paragraphes rédigés étant largement préférés. Les tableaux sont à réserver à la présentation de données structurées (résultats, etc.).
- Les appels de note de bas de page (petits chiffres en exposant, introduits par l'outil «  Source ») sont à placer entre la fin de phrase et le point final[comme ça].
- Les liens internes (vers d'autres articles de Wikipédia) sont à choisir avec parcimonie. Créez des liens vers des articles approfondissant le sujet. Les termes génériques sans rapport avec le sujet sont à éviter, ainsi que les répétitions de liens vers un même terme.
- Les liens externes sont à placer uniquement dans une section « Liens externes », à la fin de l'article. Ces liens sont à choisir avec parcimonie suivant les règles définies. Si un lien sert de source à l'article, son insertion dans le texte est à faire par les notes de bas de page.
- La présentation des références doit suivre les conventions bibliographiques. Il est recommandé d'utiliser les modèles {{Ouvrage}}, {{Chapitre}}, {{Article}}, {{Lien web}} et/ou {{Bibliographie}}. Le mode d'édition visuel peut mettre en forme automatiquement les références.
- Insérer une infobox (cadre d'informations à droite) n'est pas obligatoire pour parachever la mise en page.

Pour une aide détaillée, merci de consulter Aide:Wikification.
Si vous pensez que ces points ont été résolus, vous pouvez retirer ce bandeau et améliorer la mise en forme d'un autre article.
SESAMm est une société d’origine française spécialisée dans la science des données et la finance. L’entreprise a des bureaux à Paris, New York, Londres, Tokyo et Tunis, son siège social se situe à Metz. SESAMm développe des algorithmes informatiques exploitant la donnée textuelle et le Big Data pour l’investissement.

## Histoire
SESAMm est une entreprise issue d’un projet porté par trois étudiants en 2014. 
Les trois cofondateurs sont : Sylvain Forté, Pierre Rinaldi et Florian Aubry.
SESAMm a fait une première levée de fonds d’un montant  de 640 000 euros, en Décembre 2015.
En 2018, SESAMm clôture une levée de fonds de 2,6 millions d’euros et signe avec ses premiers clients américains.
Après son lancement en France, SESAMm s'implante à partir de 2019 aux États-Unis, à New York pour se rapprocher de ses clients. En 2019 SESAMm a également clôturé  une nouvelle levée de fonds de 4,4 millions.
En 2019, SESAMm a été choisie pour accompagner la délégation présidentielle française d’Emmanuel Macron durant sa visite d’Etat au Japon.
En 2020, SESAMm fait un partenariat avec Bloomberg, les données uniques sur les sentiments et les émotions de milliers d'actifs financiers sont désormais accessibles au secteur financier par le biais du Bloomberg Enterprise Access Point.  
En Janvier 2021, SESAMm clôture une nouvelle levée de fonds de 7,5 millions d’euros,. Cette levée de fonds a pour objectif de soutenir la forte croissance de SESAMm à l’international, notamment en Amérique du Nord et en Asie.

## Reconnaissance par l’industrie
En 2017, SESAMm obtient le Pass French Tech, programme d’accélération de la French Tech destiné à soutenir les entreprises en hyper-croissance.

## Distinctions
SESAMm a remporté plusieurs distinctions, dont notamment :   
- FIN/SUM2021 - SBI Group Award[12].
- FundTech Awards - Most Innovative Product[13].
- Risk Markets Technology Awards - Best Use Of Natural Language Processing[14].